# 33-й истребительный авиационный полк ПВО
33-й истребительный авиационный полк ПВО (33-й иап ПВО) — воинская часть авиации ПВО, принимавшая участие в присоединении Западной Белоруссии в 1939 году, присоединение Бессарабии и Северной Буковины к СССР в 1940 г. и в боевых действиях Великой Отечественной войны.

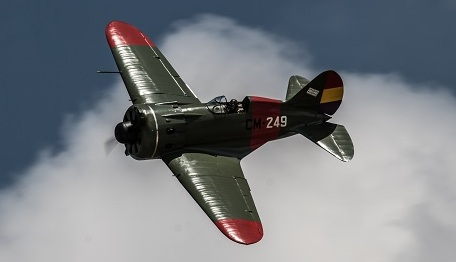
Самолёт И-16. На этом типе самолётов полк встретил первые дни войны.

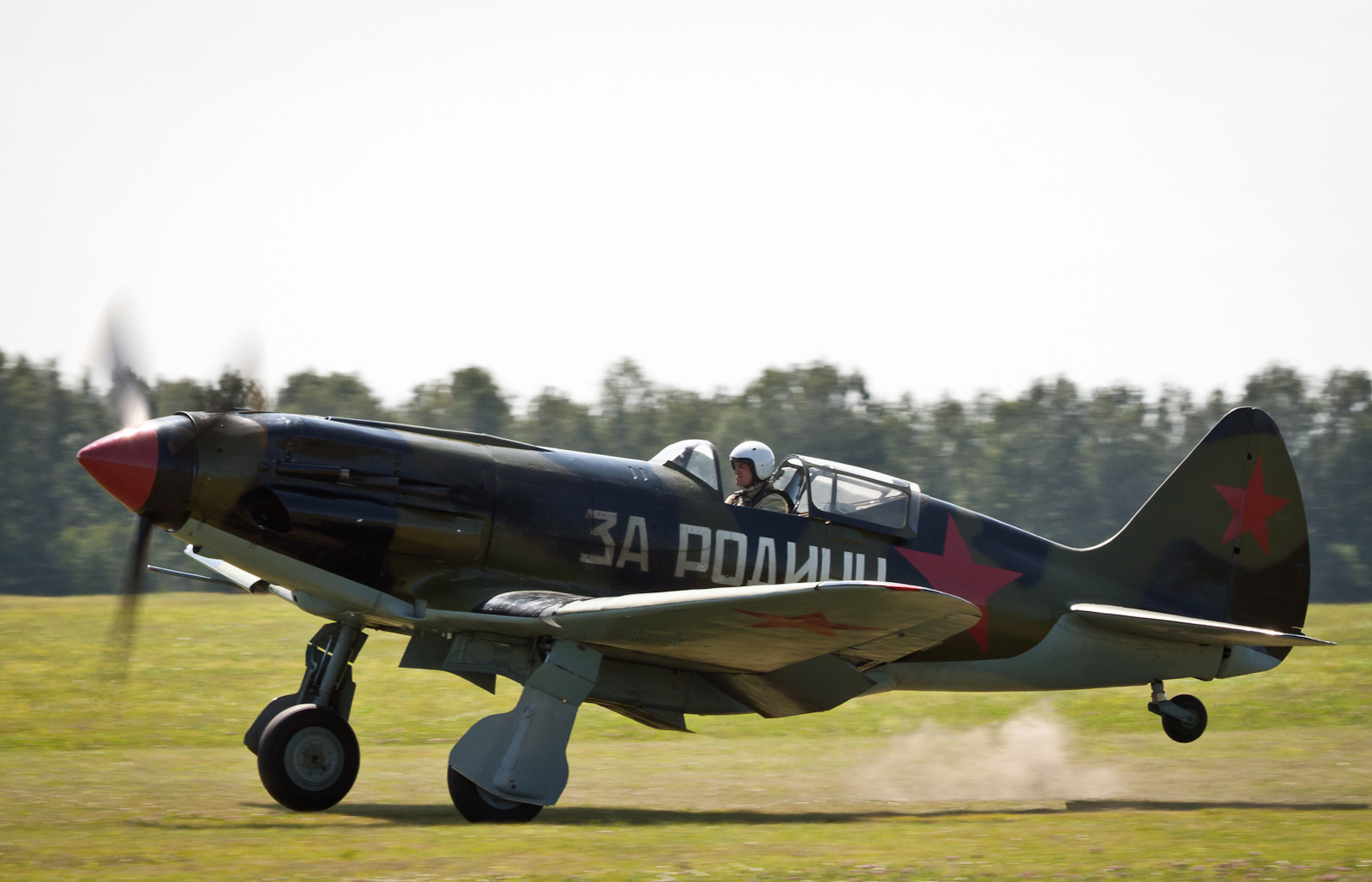
Самолёт МиГ-3. Полк весной 1941 года приступил к переучиванию на эти типы самолётов. Но так и не успел.

## Наименования полка
За весь период своего существования полк своё наименование не менял:
- 28-й истребительный авиационный полк ПВО[2][3];
- Войсковая часть (Полевая почта) 49675[2][3];

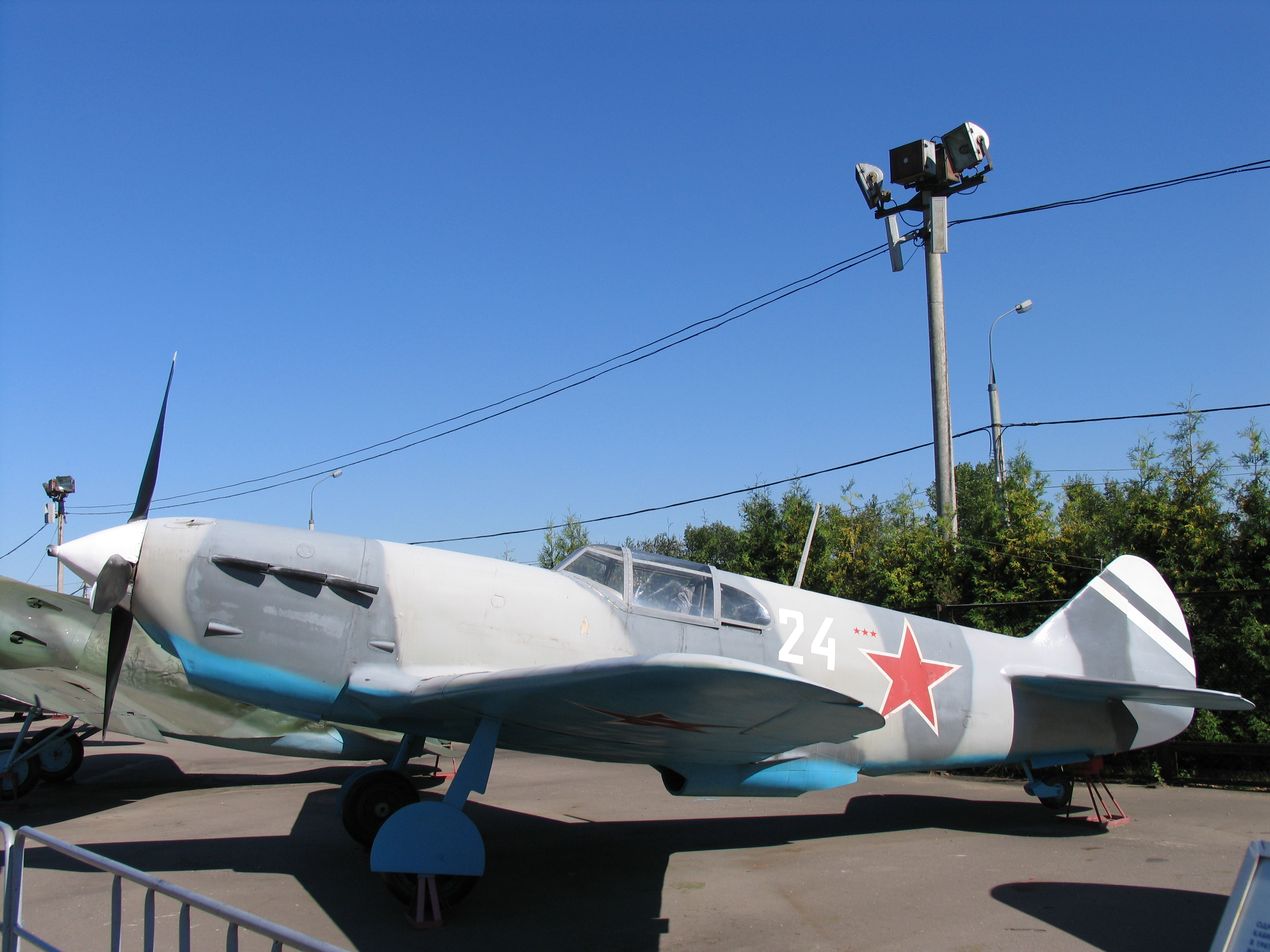
Самолёт ЛаГГ-3. На эти самолёты полк переучился в 1941 году.

- Войсковая часть (Полевая почта) 80605[1].

## История и боевой путь полка

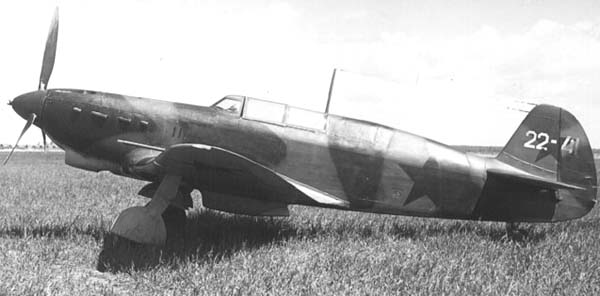
Самолёт Як-7Б. Такие самолёты появились в полку в октябре 1942 года. На них полк пролетал до конца войны

33-й истребительный авиационный полк сформирован 15 мая 1938 года в Белорусском Особом военном округе на аэродроме города Могилев в составе 4-х истребительных авиационных эскадрилий на самолётах И-16. Полк вошёл в состав 66-й авиационной бригады ВВС БОВО.
В период с 17 по 28 сентября 1939 года полк в составе 66-й истребительной авиационной бригады ВВС 10-й армии Белорусского фронта принимал участие в освобождении Западной Беллоруссия на самолётах И-16 и И-15бис. В июне 1940 года убыл в Киевский Особый ВО на аэродром Каменец-Подольский. А в период с 28 июня по 8 июля 1940 года в составе 56-й истребительной авиационной бригады ВВС 12-й армии Южного фронта принимал участие в освобождении Бессарабии на самолётах И-16.
По окончании боевых действий 9 июля 1940 года возвратился в Белорусский Особый военный округ (11.07.1940 г. переименован в Западный особый военный округ) на аэродром Пружаны. Весной 1941 года полк начал получать и осваивать истребители МиГ-3.
Великую Отечественную войну полк встретил в составе 10-й смешанной авиадивизии ВВС Западного Особого военного округа (с началом войны преобразованы в ВВС Западного фронта), имея в составе 44 самолёта И-16 (из них 7 неисправных).
Первые известные воздушные победы полка в Отечественной войне одержаны 22 июня: в боях в районе аэродрома Пружаны лётчиками полка сбито 4 бомбардировщика противника (3 He-111 и 1 Ju-88). К 10.00 в полку не осталось ни одного исправного самолёта. В 21.00 личный состав убыл на аэродром Зябровка Гомельской области, оттуда 26.06.1941 г. направлен в город Горький, в 1-й запасной истребительный авиационный полк Московского военного округа, где полк был переформирован по штату 015/134 и перевооружён на истребители ЛаГГ-3.
В период с 12 июля по 5 августа 1941 года полк вёл боевую работу в составе 6-го истребительного авиакорпуса ПВО Московской зоны ПВО на самолётах ЛаГГ-3. 5 августа передан в состав 43-й смешанной авиационной дивизии ВВС Западного фронта. Уже 19 октября 1941 года полк убыл в 1-й запасной истребительный авиационный полк Московского военного округа (г. Арзамас) для переформирования по штату 015/174 и доукомплектования.
С 6 ноября 1941 года полк начал боевую работу в составе 142-й истребительной авиационной дивизии ПВО Горьковского района ПВО. 23 февраля 1942 года передан в состав 106-й истребительной авиационной дивизии ПВО Бологоевского района ПВО (оперативно подчинялась командованию Северо-Западного фронта). 27 июня 1942 года переформирован по штату 015/364. 3-я эскадрилья получила на вооружение истребители Як-1. На 1 июля 1942 года полк имел в боевом составе 10 самолётов ЛаГГ-3 и 5 самолётов Як-1.
В октябре 1942 года в составе полка наряду с ЛаГГ-3 и Як-1 появились самолёты Як-7б. В июне 1943 года вместе со 106-й иад ПВО Бологоевского района ПВО вошёл в состав войск вновь образованного Западного фронта ПВО. В июле 1943 года получил на вооружение американские истребители «Киттихаук», одновременно из боевого состава полка исключены все Як-1. В сентябре 1943 года в боевом составе полка появились самолёты Як-9. В период с сентября по ноябрь 1943 года полк эксплуатировал одновременно 4 типа истребителей: ЛаГГ-3, Як-7б, Як-9 и Curtiss P-40 («Киттихаук»). В ноябре 1943 года из боевого состава исключены все ЛаГГ-3, а в апреле 1944 года — все «Киттихауки». До окончания боевых действий полк эксплуатировал самолёты Як-7б и Як-9.
В апреле 1944 года в связи с реорганизацией войск ПВО страны в составе 106-й иад ПВО включён во 2-й корпус ПВО Северного фронта ПВО (образован 29.03.1944 г. на базе Восточного и Западного фронтов ПВО). 24 декабря 1944 года вместе со 106-й иад ПВО 2 корпуса ПВО включён в состав войск Западного фронта ПВО (2-го формирования) (преобразован из Северного фронта ПВО). С 14 декабря 1944 года участвовал в разгроме Курляндской группировки противника. Базируясь на аэродромах Митавы, Румбула, выполнял задачи по защите с воздуха города Рига. 18 февраля 1945 года полк исключён из действующей армии.

### Итого боевых действий полка в Великой Отечественной войне
- Совершено боевых вылетов — 5188[2].
- Проведено воздушных боев — 146[2].

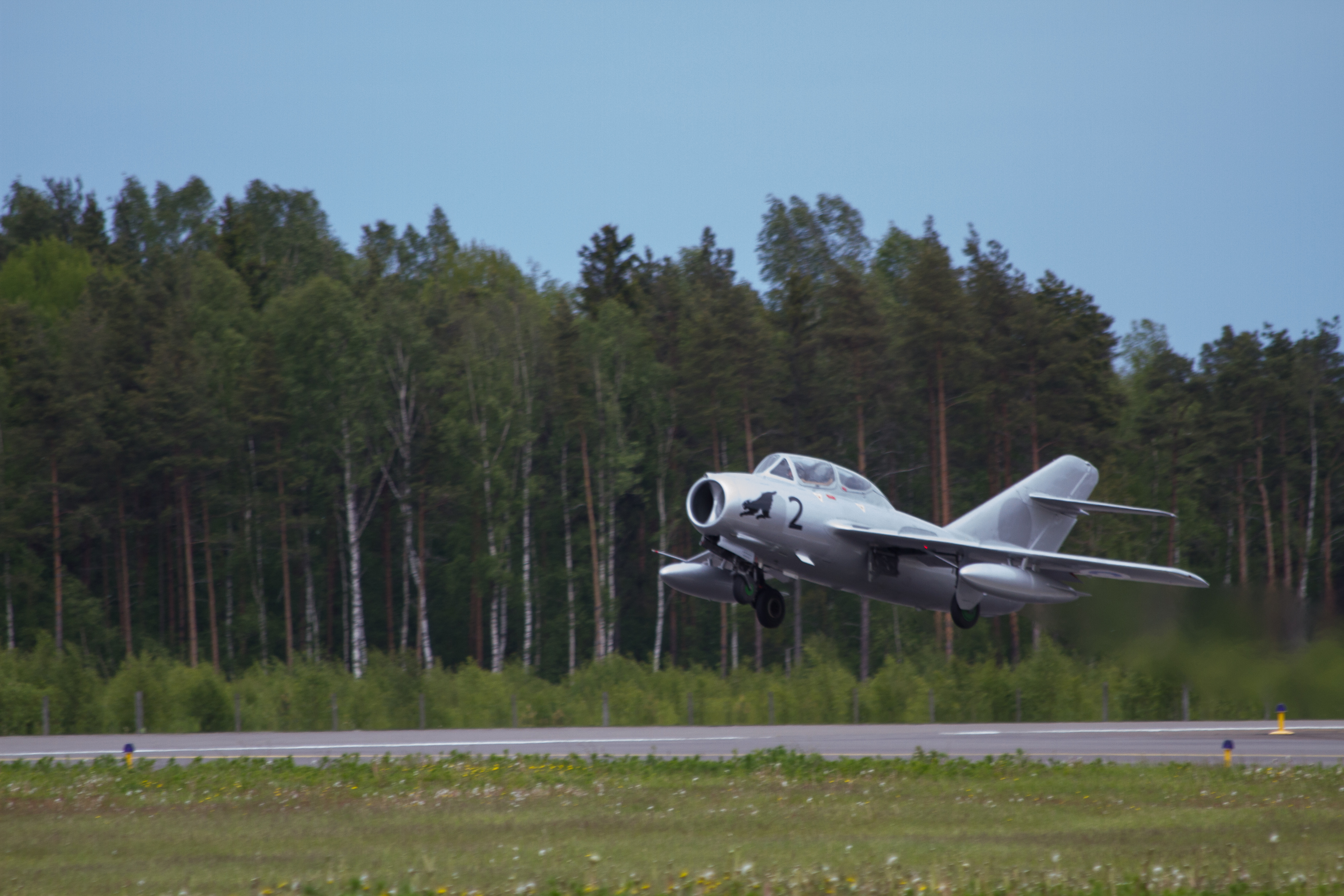
МиГ-15. Эти самолёты полк получил в 1951 году

- Сбито самолётов противника — 78, из них[2]:
  - бомбардировщиков — 53
  - истребителей — 14
  - разведчиков и корректировщиков — 6
  - транспортных — 5
- Уничтожено самолётов на аэродромах— 54
- Уничтожено при штурмовках:
  - танков — 17
  - автомашин — 64
  - бензозаправщиков — 1
- складов ГСМ — 1
  - авиатехскладов — 1
  - установок зенитных пулемётов — 1
  - повозок — 15
- Свои потери (боевые)[2]:
  - лётчиков —17
  - самолётов — 25 (В потерях не учтены 39 самолётов, уничтоженных 22.06.1941 г. немецкой авиацией при бомбежках аэродрома Пружаны).

### В действующей армии
В составе действующей армии:
- с 22 июня 1941 года по 18 февраля 1944 года.

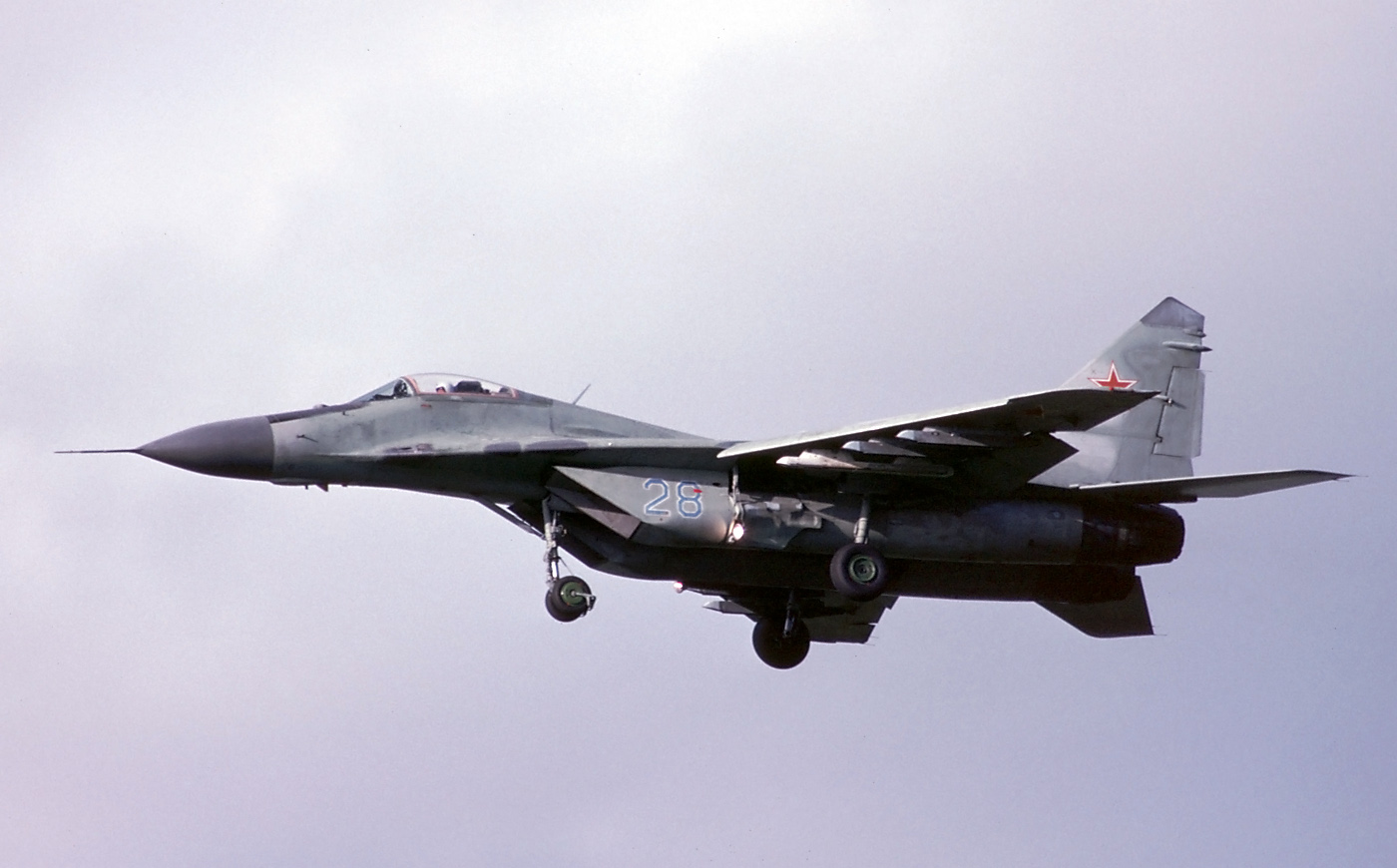
МиГ-29 полка на посадке на аэродроме Витшток

### Командиры полка
- майор, подполковник Акулин Николай Иванович, 18.07.1940 — 11.11.1942[2];
- майор Кацай Кузьма Тихонович, 11.11.1942 — 18.04.1943[2];
- майор Полухин Александр Михайлович, 18.04.1943 — 30.10.1943[2];
- майор, подполковник Петров Пётр Осипович, 02.11.1943 — 1950[2].
- полковник В.Глухов, 1986—1987 гг[1].
- полковник Иванчик Иван Михайлович, 1988—1989 гг[1].
- полковник Комисаров Юрий Владимирович, 1990—1992 гг[1].
- полковник Зелин Александр Николаевич, 1992—1994 гг[1].

### Послевоенный период истории полка
После войны полк с 19 февраля 1945 года по 15 февраля 1946 года входил в состав 106-й иад ПВО. 15 февраля передан из 106-й иад ПВО в состав 125-й истребительной авиационной дивизии ПВО.
В июне 1946 года вместе со 125-й иад передан из 20-й воздушной истребительной армии ПВО в 19-ю воздушную истребительную армию ПВО. В мае 1949 гогда в составе 125-й иад передан из 78-й воздушной истребительной армии ПВО в 13-й истребительный авиационный корпус ПВО. В марте 1951 года перевооружён с Як-9 на истребители Ла-9. В октябре 1951 года в составе 125-й иад передан из 13-го иак ПВО в 71-й истребительный авиационный корпус 24-й воздушной армии Группы советских войск в Германии с одновременным перевооружением на реактивные МиГ-15бис.
В период с 1 по 10 июля 1960 года передан из 125-й иад в 16-ю гвардейскую истребительную авиационную дивизию 24-й воздушной армии Группы советских войск в Германии.
С 23 августа по 29 октября 1968 года полк принимал участие в операции «Дунай». При этом большая часть авиационной техники (МиГ-21ПФМ и МиГ-19П) и личного состава были перебазированы в Чехословакию на аэродром Бехине.
33-й истребительный авиационный полк стал первой авиационной частью Группы советских войск в Германии, получившей на вооружение самолёты МиГ-29 в декабре 1985 года. Во исполнение директивы Генерального штаба ВС РФ от 11 октября 1993 года № 314/1/00120 и в соответствии с планом вывода 16-й воздушной армии с территории ФРГ, 11 апреля 1994 года 33-й истребительный авиационный полк был выведен из Западной группы войск в Московский военный округ на аэродром Андреаполь Тверской области Самолёты перегнали над нейтральными водами Балтики (Польша не дала разрешение на пролёт через своё воздушное пространство) в Россию на аэродром Андреаполь. Выводимая с аэродрома Виттшток авиационная техника передавалась:
- в 773-й истребительный авиационный полк — 23 МиГ-29, 2 МиГ-29УБ;
- в 4-й ЦБП и ПЛС — 2 МиГ-23УБ;
- в распоряжение Командующего 4-й ВА — 3 МиГ-29, 1 МиГ-29УБ[1].

1 июля 1994 года 33-й истребительный авиационный полк передислоцирован на аэродром Зерноград (Северо-Кавказский военный округ) и расформирован. Боевое знамя полка передано в Центральный музей ВС РФ 18 апреля 1994 года.
|  |  |  |

## Отличившиеся воины
- Яхнов Геннадий Михайлович, заместитель командира 33-го истребительного авиационного полка 106-й истребительной авиационной дивизии ПВО Северного фронта ПВО, майор, Указом Президиума Верховного Совета СССР от 22 августа 1944 года удостоен высокого звания Героя Советского Союза со вручением ордена Ленина и медали «Золотая Звезда» за номером 2700[5].

## Самолёты на вооружении
| Период      | Самолёты                 |
| ----------- | ------------------------ |
| 1938 — 1941 | И-16                     |
| 1941 — 1942 | ЛаГГ-3                   |
| 1942 — 1943 | Як-1                     |
| 1943 — 1944 | Як-7Б                    |
| 1944 — 1951 | Як-9                     |
| 1944 — 1946 | P-40 Tomahawk            |
| 1951 — 1956 | МиГ-15                   |
| 1954 — 1958 | МиГ-17Ф                  |
| 1956 — 1969 | МиГ-19С, ПФУ             |
| 1961 — 1983 | МиГ-21Ф, ПФМ, С, СМ, СМТ |
| 1978 — 1985 | МиГ-23М, МЛ              |
| 1985 — 1994 | МиГ-29                   |

## Базирование
| Период                  | Место базирования              |
| ----------------------- | ------------------------------ |
| 1945 — 02.1946          | Рига (Румбула), Латвийская ССР |
| 02.1946 — 10.1951       | Каунас Литовской ССР           |
| 10.1951 — 10.1956       | Финов, Германия                |
| 10.1956 — 09.1961       | Лерц, Германия                 |
| 09.1961 — 07.04.1994    | Витшток, Германия              |
| 07.04.1994 — 11.04.1994 | Дамгартен, Германия            |
| 11.04.1994 — 01.07.1994 | Андреаполь, Тверская область   |
| 01.07.1994 — 01.07.1994 | Зерноград, Ростовская область  |

## Летные происшествия
- 25 апреля 1987 года над аэродромом Виттшток произошла авария самолёта МиГ-29 (цель), попавшего под огонь другого МиГ-29 (атакующего). При выполнении полёта по маршруту в качестве «цели» самолёт командира авиационного звена 33-го иап капитана Василия Лобанова был сбит тремя снарядами (в режиме «несинхронной стрельбы») из пушки самолёта, пилотируемого старшим лётчиком Военным лётчиком 1-го класса капитаном Владимиром Самсоновым, выполнявшим атаку по упражнению 42 КБП ИА-86г. Официальной причиной послужила недисциплинированность и нарушение лётчиком порядка работы с органами вооружения при отработке фотострельбы по воздушной цели. Сбитый самолёт упал недалеко от реки Досы, жертв и пострадавших среди местного населения не было[1].
- 17 сентября 1992 года авария самолёта (борт № 38). При производстве полётов днём в СМУ, лётчик 1-го класса, командир звена майор Соловьёв В. И. в процессе выполнения задания по КБП ИА доложил о срабатывании сигнализации «Пожар правого двигателя» с прохождением информации «Пожар правого двигателя» по системе «Экран-03М» и системе П-591Б. Лётчик визуально, с помощью зеркал, по дымлению в районе отсека правого двигателя убедился в фактическом наличии пожара на самолёте. После доклада РП лётчик выключил правый двигатель путём установки РУД в положение «Стоп», закрыл перекрывной кран двигателя и привёл в действие систему пожаротушения правого двигателя. После предпринятых действий сигнализация «Пожар правого двигателя» не снялась, признаки пожара по визуальному осмотру продолжали иметь место, но с большей интенсивностью… По команде РП: «Катапультируйся», лётчик отвёл самолёт в сторону от крупных населённых пунктов и благополучно катапультировался. Самолёт столкнулся с землёй на удалении в 54 км северо-западнее Виттштока в районе деревни Аугцин (в 17 километров севернее аэродрома Пархим). Причиной аварии явилось разрушение траверсы заглушки горловины топливной системы, расположенной на трубопроводе подвода топлива к ДЦН двигателя. Горловина использовалась для слива топлива в ТЗ в процессе проверки работоспособности топливной системы на земле при выполнении регламентных работ[1].
- 15 сентября 1993 года (борт № 20). Авария произошла во время выполнения тренировочного полёта, в результате резкой потери высоты и столкновения с землёй. Пилотировавший МиГ-29 военный лётчик 1-го класса майор Стариков Николай смог успешно катапультироваться[1].

## Примечания

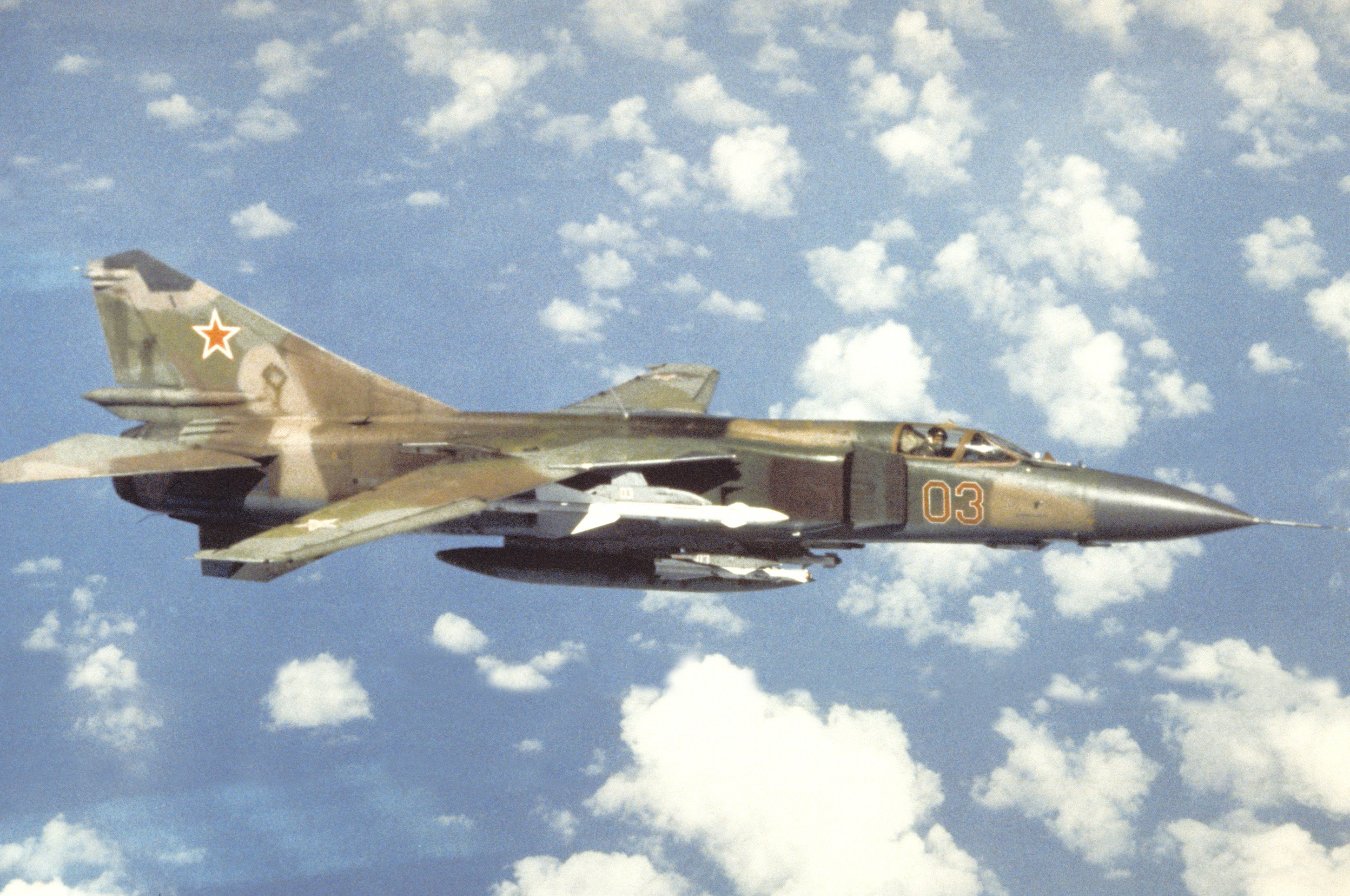
МиГ-23. На этих самолётах полк летал с 1978 по 1988 годы